# 154006 Suzannehawley
154006 Suzannehawley este un asteroid din centura principală de asteroizi.

## Descriere
154006 Suzannehawley este un asteroid din centura principală de asteroizi. A fost descoperit pe 13 ianuarie 2002 la Apache Point Observatory în cadrul programului Sloan Digital Sky Survey. Asteroidul prezintă o orbită caracterizată de o semiaxă mare de 2,62 ua, o excentricitate de 0,12 și o înclinație de 13,4° în raport cu ecliptica.